# 범죄소년
"범죄소년"은 대한민국의 영화이다. 감독은 강이관이고, 2012년에 개봉했다. 2012년 도쿄 국제 영화제에서 심사위원 특별상과 남우주연상(서영주), 씨네마닐라 국제영화제에서 최우수 작품상과 남우주연상(서영주), 2013년 아시아 태평양 영화상에서 아동청소년부문 대상을 수상했으며, 그 외에도 해외 유수의 영화제에 초청, 수상했다. 2014년 미국 아카데미상과 골든글로브상 외국어영화상부문에 한국영화 출품작으로 선정되었다

## 줄거리
세상은 나를 ‘범죄소년’이라고 한다. 
보호관찰중인 범죄소년 장지구(서영주)는 죽음을 앞두고 있는 할아버지와 단 둘이 살아가고 있다. 그의 유일한 희망은 낙천적이고 귀여운 여자친구뿐. 
나쁜 친구들 때문에 어쩔 수 없이 빈집털이에 가담한 지구는 절도죄로 체포되고 
그를 구제해 줄 가족이 없다는 이유로 1년 동안 소년원에 가게 되었다. 
그 곳에 있는 동안 할아버지가 세상을 떠났다는 사실을 뒤늦게 알게 된 지구. 
세상에 혼자 남겨졌다고 생각한 그 때, 죽은 줄만 알았던 엄마가 나타난다. 
엄마와의 만남 이후로 지구는 행복을 찾은 것 같았지만 
곧, 충격적인 삶의 파란이 찾아온다. 
17살에 아이를 버린 나는 나쁜 엄마이다. 
17살에 아이를 낳고 그 아이를 아버지 집에 버리고 도망치듯 살아온 장효승(이정현). 
소년원에 있다는 아들 소식을 듣고 몇 번을 망설였지만 용기를 내어 만남에 응하게 된다. 
그녀는 마치 운명처럼, 범죄소년이라고 손가락질 받는 아들을 데려오게 된다. 
거짓된 삶으로 아들에게 잘 살아왔음을 증명하고 싶지만 그녀의 거짓말은 얼마 지나지 않아 들통이 난다. 그렇게 불안한 생활을 이어가던 그녀는 아들인 지구의 여자친구가
16살의 나이에 임신을 했다는 사실을 알게 되고, 
이후 두 사람의 삶에 파란이 찾아온다. 
13년 만에 만난 범죄소년과 문제적 엄마, 둘 사이에 숨겨진 진실이 곧 밝혀진다. 

## 캐스팅
- 이정현 : 장효승 역
- 서영주 : 장지구 역
- 전예진 : 김새롬 역
- 강래연 : 지영 역
- 정석용 : 소년원 김선생 역
- 최원태 : 재범 역
- 강혁일 : 옥현 역
- 서영화 : 판사 역
- 전영운 : 외할아버지 역
- 변요한 : 도너츠 가게 손님 역
- 지대한 : 학교 앞 형사 반장 역
- 한동희 : 학교 앞 형사 역
- 김경룡 : 옥현 부 역
- 배성우 : 서울 보호관찰소 주무관 역
- 황재열 : 유치장 남자 역
- 이윤상 : 새롬 부 역
- 한근섭 : 소년원 용재 역
- 김하은

## 수상 경력
- 제25회 도쿄 국제 영화제 심사위원 특별상 (2012)
- 제25회 도쿄 국제 영화제 남우주연상 - 서영주 (2012)
- 제14회 필리핀 씨네마닐라 국제 영화제 최우수 작품상(리노 대상) (2012)
- 제14회 필리핀 씨네마닐라 국제 영화제 남우주연상 - 서영주 (2012)
- 제07회 아시아 태평양 영화상 아동청소년부문 대상 (2013)
- 제37회 토론토 국제 영화제 컨템포러리 월드시네마 부문 초청
- 제25회 도쿄 국제 영화제 경쟁 부문 초청
- 제49회 타이페이 금마장 영화제 라이츠 오브 패시지 섹션 초청
- 제14회 필리핀 씨네마닐라 국제 영화제 경쟁 부문 초청
- 제15회 이탈리아 우디네 극동 영화제 경쟁 부문 초청
- 제14회 전주 국제 영화제 시네마스케이프 부문 초청
- 제56회 샌프란시스코 국제 영화제 뉴디렉터 부문 초청
- 제67회 에든버러 국제 영화제 경쟁 부문 초청
- 제35회 모스크바 국제 영화제 한국영화특별전 초청
- 제12회 뉴욕 아시안 영화제 한국영화특별전 초청
- 제23회 후쿠오카 국제 영화제 Official Selection 부문 초청
- 제10회 홍콩 아시안 영화제 뉴탤런트 어워트 부문 초청
- 스위스 블랙무비 제네바 영화제(BLACK MOVIE, Geneva-Film Festival) 초청
- 폴란드 알레키노 영화제(World Cinema ALE KINO Festival) 초청

## 후보
- 제 49회 백상예술대상(2013) 여우주연상 후보 - 이정현
- 제 49회 백상예술대상(2013) 신인남우상 후보 - 서영주
- 제 33회 한국영화평론가협회상(2013) 남자신인상 후보 - 서영주
- 제 56회 아시아태평양영화제(2013) 여우주연상 후보 - 이정현